# Référendum constitutionnel togolais de 1961
Un  référendum constitutionnel a lieu le 9 avril 1961 au Togo. À la suite de la récente indépendance du pays, la population est amenée à se prononcer sur sa toute première constitution instaurant un régime semi-présidentiel, ce qu'elle approuve à une très large majorité.

## Objet
Le Togo obtient son independance de la France le 27 avril 1960. En accord avec une loi votée le 1er avril 1961, le président Sylvanus Olympio dissout l'assemblée nationale afin d'organiser simultanément un référendum constitutionnel et de nouvelles élections législatives ainsi qu'une présidentielle. Le projet prévoit un régime semi-présidentiel avec un chef d'état élu au scrutin direct et doté de pouvoirs étendus, sur le modèle de la constitution de la cinquième République française. L'assemblée nationale est élue tous les cinq ans tandis que le président l'est pour sept ans au scrutin direct majoritaire à un tour, sans limitation de mandat. La constitution fournit au président un droit de veto sur les projets de loi que l'assemblée ne peut contrer que par une majorité des deux tiers. Il dispose également du droit de grâce, peut dissoudre l'assemblée et peut soumettre des projets à référendum.

## Résultat
| Choix                     | Votes   | %     |
| ------------------------- | ------- | ----- |
| Pour                      | 560 258 | 99,62 |
| Contre                    | 2 114   | 0,38  |
|                           |         |       |
| Votes valides             | 562 372 | 99,60 |
| Votes blancs et invalides | 2 245   | 0,40  |
| Total                     | 564 617 | 100   |
| Abstentions               | 63 071  | 10,05 |
| Inscrits/Participation    | 627 688 | 89,95 |